# Zhořec (district de Pelhřimov)
Zhořec (en allemand : Shorschetz) est une commune du district de Pelhřimov, dans la région de Vysočina, en République tchèque. Sa population s'élevait à 104 habitants en 2024.

## Géographie
Zhořec se trouve à 4 km au nord-ouest de Pacov, à 20 km à l'ouest-nord-ouest de Pelhřimov, à 47 km à l'ouest-nord-ouest de Jihlava et à 76 km au sud-est de Prague.
La commune est limitée par Pacov à l'est, au sud, à l'ouest et au nord, et par Bratřice au nord-est.

## Histoire
La première mention écrite de la localité date de 1316.

## Transports
Par la route, Zhořec se trouve à 4,5 km de Pacov, à 25 km de Pelhřimov, à 56 km de Jihlava à 101 km de Prague.